# Rivière-à-Claude
Rivière-à-Claude est une municipalité du Québec au Canada située dans la municipalité régionale de comté (MRC) de La Haute-Gaspésie en Gaspésie–Îles-de-la-Madeleine. En fait, la municipalité regroupe deux villages : Rivière-à-Claude, à proprement parler, et Ruisseau-à-Rebours.

## Toponymie
Rivière-à-Claude tire son nom de la rivière à Claude dont l'origine viendrait d'un certain Joseph Glaude.
Le toponyme serait donc l'objet d'une attraction paronymique.

## Histoire

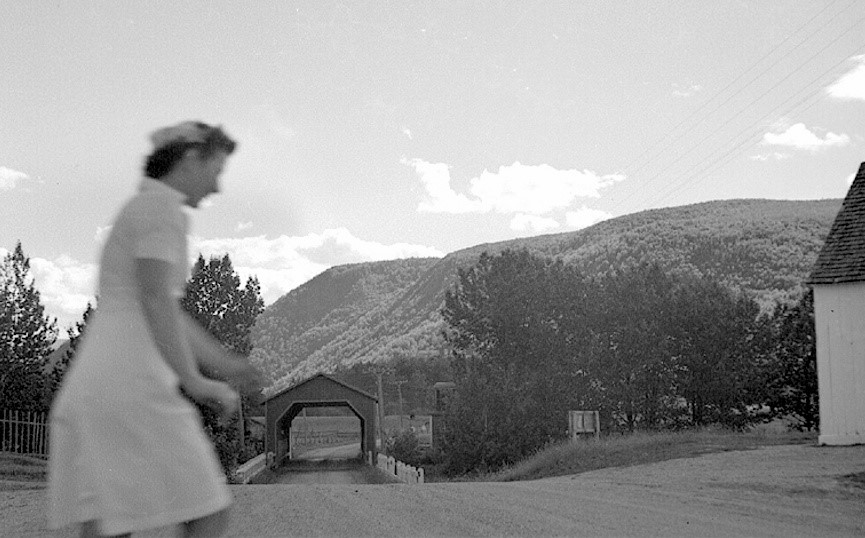
Pont couvert au-dessus de la rivière à Claude en 1943

En 1930, les premières élections municipales se déroulèrent à Rivière-à-Claude, qui se nommait alors Duchesnay. En 1934, la paroisse catholique a été érigée canoniquement.

## Géographie
Rivière-à-Claude est située sur la rive sud de l'estuaire maritime Saint-Laurent à 540 km au nord-est de Québec et à 150 km au nord-ouest de Gaspé. La rivière à Claude traverse la municipalité du sud-ouest au nord pour se jeter dans l'estuaire et les rivières de Mont-Saint-Pierre et Branche de l'Est en traverse la partie sud-est.

### Ruisseau-à-Rebours

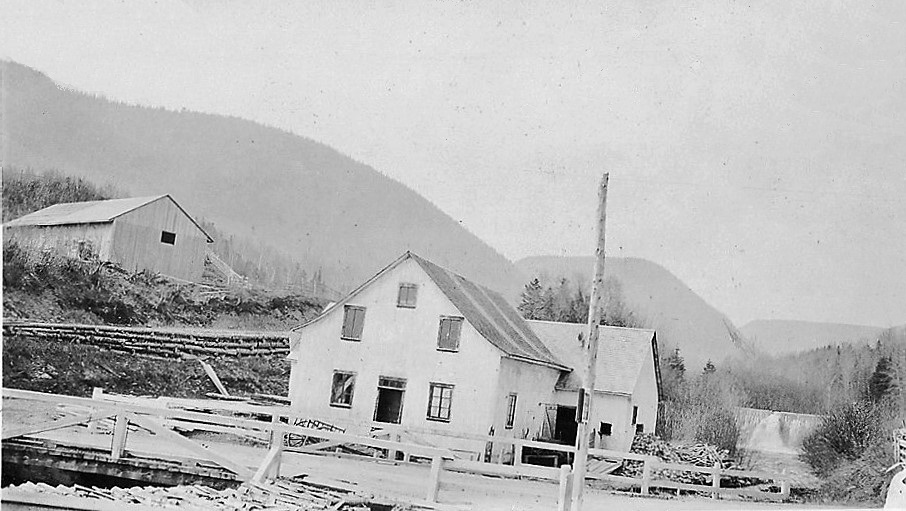
Un moulin à Ruisseau-à-Rebours en 1922

Le hameau de Ruisseau-à-Rebours (49° 13′ 34″ Nord et 65° 56′ 26″ Ouest) est situé dans l'ouest de la municipalité de Rivière-à-Claude. D'une longueur approximative de 8 kilomètres, un ruisseau éponyme (nommé Le Ruisseau à Rebours, sans traits d'union) s'y trouve, resserré entre les versants abrupts des Monts Chic-Choc.

## Démographie
| 1996 | 2001 | 2006 | 2011 | 2016 | 2021 |
| ---- | ---- | ---- | ---- | ---- | ---- |
| 192  | 161  | 171  | 130  | 128  | 141  |

## Administration
Les élections municipales se font en bloc pour le maire et les six conseillers.
| Rivière-à-Claude Maires depuis 2001                                                                                  |                   |         |          |
| Élection | Maire             | Qualité | Résultat |
| 2001 | Marius Castonguay |         | Voir     |
| 2005 | Micheline Bernier |         | Voir     |
| 2009 | Réjean Normand    |         | Voir     |
| 2013 | Réjean Normand    | Voir    |          |
| 2017 | Réjean Normand    | Voir    |          |
| 2021 | Réjean Normand    | Voir    |          |
| Élection partielle en italique Depuis 2005, les élections sont simultanées dans toutes les municipalités québécoises |                   |         |          |

## Personnalités

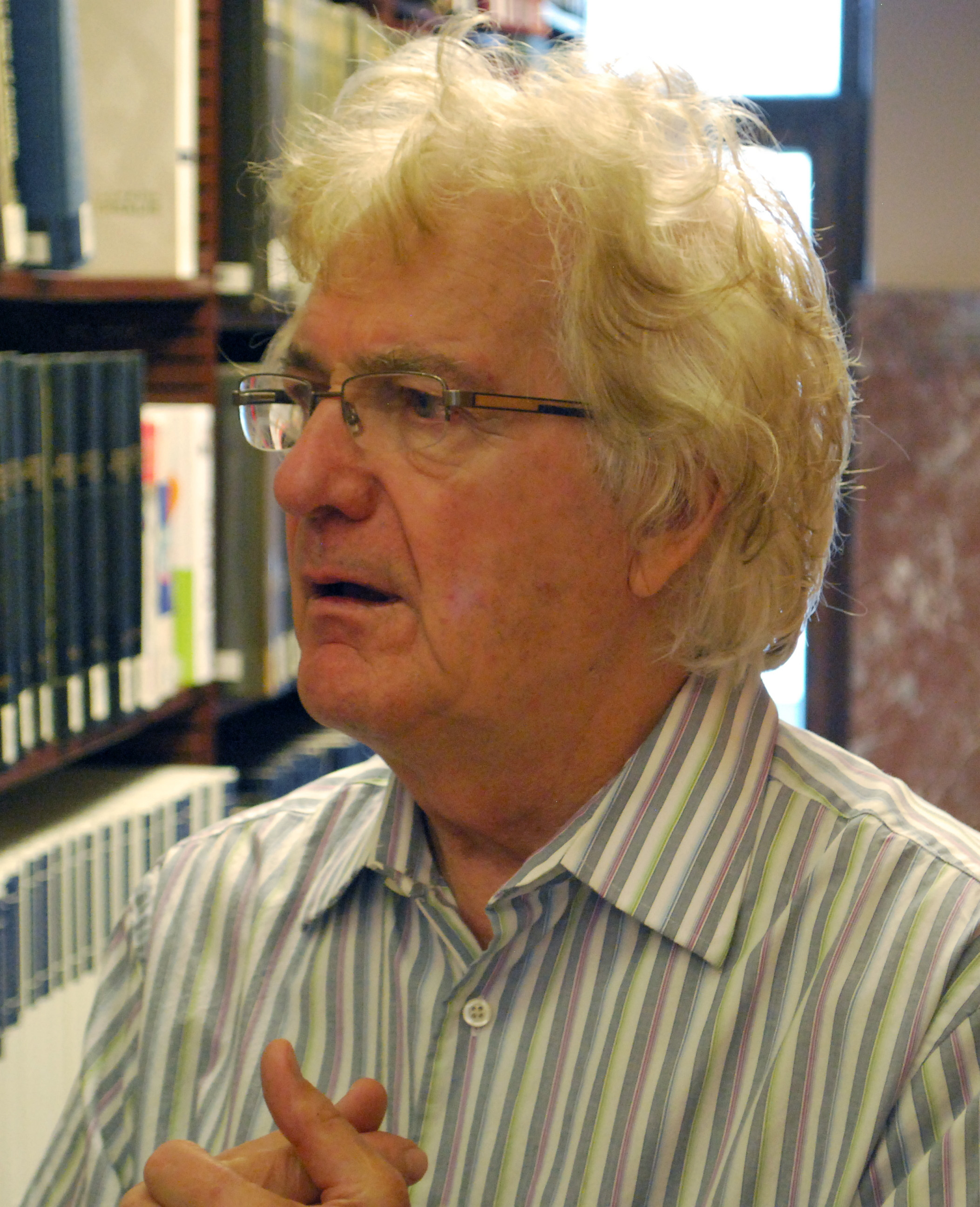
Matthias Rioux

- Matthias Rioux, né à Rivière-à-Claude le 29 mars 1934, est le premier nom à figurer dans le registre des baptêmes de la paroisse[3]. Il a été député de Matane à l'Assemblée nationale du Québec de 1994 à 2003[9].